# Dale Crover (álbum)
Dale Crover es un EP de The Melvins más precisamente del baterista Dale Crover, fue lanzado en 1992 por Boner Records.
El arte de tapa es una parodia del álbum homónimo Peter Criss de 1978.

## Lista de canciones
- Todas las canciones escritas por Dale Crover.

| N.º | Título      | Duración |  |
| 1.  | «Hex Me»    | 1:14     |  |
| 2.  | «Dead Wipe» | 2:47     |  |
| 3.  | «Respite»   | 4:16     |  |
| 4.  | «Hurter»    | 4:22     |  |

## Personal
- Dale Crover - Voz líder, coros, guitarra rítmica, guitarra líder, batería líder, batería rítmica, batería de backup
- Debbi Shane - bajo, bajo rítmico, coros
- Greg Freeman - ingeniero de sonido, Productor
- Harvey Bennett Stafford - pintura de cubierta e insert
- Tom Flynn - cáterin[3]